# Университет имени Лоранда Этвёша
Университет имени Ло́ранда Э́твёша (венг. Eötvös Loránd Tudományegyetem, ELTE) или Будапештский университет — крупнейший университет Венгрии, находится в её столице Будапеште. Носит имя одного из своих профессоров, физика Лоранда Этвёша. В настоящее время в университете работает более 1500 преподавателей и обучается почти 30 000 студентов. С 2010 года имеет статус исследовательского. Входит в ассоциацию университетов Европы «Утрехтская сеть».

## История
В 1635 году в Трнаве (современная Словакия) кардинал Петер Пазмань основал университет с двумя факультетами — свободных искусств и теологии. В 1667 году создан юридический факультет. В 1777 году университет из Трнавы переведён в Буду, а в 1784 году — в Пешт. До 1844 года преподавание в университете велось на латинском языке. С 1895 года в университете получили возможность обучаться и женщины. С 1921 года университет носил имя своего основателя Петера Пазманя, а в 1950 году был реорганизован и назван в честь физика Лоранда Этвёша.
Названия университета:
| Год       | Название                                                                   | Оригинальное название (венг. )                         |
| --------- | -------------------------------------------------------------------------- | ------------------------------------------------------ |
| 1769-1777 | Трнавский университет / Надьсомбатский университет                         | Nagyszombati Egyetem                                   |
| 1777-1784 | Королевский университет Буды                                               | Budai Királyi Egyetem                                  |
| 1784-1848 | Венгерский королевский университет                                         | Magyar Királyi Egyetem                                 |
| 1848-1849 | Венгерский университет                                                     | Magyar Egyetem                                         |
| 1849-1861 | Имперский и королевский университет Пешта                                  | Császári és Királyi Pesti Egyetem                      |
| 1861-1873 | Венгерский королевский научный университет                                 | Magyar Királyi Tudományegyetem                         |
| 1873-1918 | Королевский венгерский научный университет Будапешта                       | Budapesti Királyi Magyar Tudományegyetem               |
| 1918-1919 | Венгерский научный университет Будапешта                                   | Budapesti Magyar Tudományegyetem                       |
| 1919-1921 | Королевский венгерский научный университет Будапешта                       | Budapesti Királyi Magyar Tudományegyetem               |
| 1921-1945 | Будапештский королевский венгерский научный университет им. Петера Пазманя | Budapesti Királyi Magyar Pázmány Péter Tudományegyetem |
| 1945-1950 | Научный университет им. Петера Пазманя                                     | Pázmány Péter Tudományegyetem                          |
| 1950-     | Научный университет им. Лоранда Этвёша                                     | Eötvös Loránd Tudományegyetem (ELTE)                   |

## Структура университета
8 факультетов:
- Факультет права и политических наук
- Факультет социальных наук
- Факультет гуманитарных наук, основан кардиналом-архиепископом Эстергомским принцем примасом Венгрии Петером Пазмани в 1635 году.
- Факультет естественных наук
- Факультет информатики
- Факультет специального обучения
- Факультет педагогики и психологии
- Факультет педагогики начальной школы

Существовавший ранее факультет теологии в 1950 году был выделен в Католический университет имени Петера Пазманя.
Существовавший ранее факультет медицины в 1951 году был выделен в Будапештский медицинский университет.

## Известные преподаватели и выпускники
- Ион Агырбичану — румынский писатель.
- Йожеф Анталл — премьер-министр Венгрии в 1990—1993.
- Игнац Ачади — венгерский историк, член-корреспондент Венгерской академии наук.
- Винсент Бабеш — румынский писатель, редактор, член Румынской Академии.
- Бела Балаж — писатель, драматург, теоретик кино.
- Йожеф Балашша — венгерский филолог.
- Дьёрдь Бекеши —  Нобелевская премия по физиологии или медицине 1961 года.
- Габор Берецки — лингвист.
- Андраш Бозоки — политик, политолог, социолог; лауреат Пулитцеровской премии (1993).
- Иван Бойничич-Книнский — хорватский историк.
- Янош Гараи, поэт, прозаик, драматург.
- Арпад Гёнц — президент Венгрии в 1990—2000.
- Ласло Детре — астроном.
- Ференц Керестеш-Фишер — премьер-министр Венгрии (дважды).
- Золтан Кодай — композитор.
- Кальман Кертес (1867—1922) — венгерский энтомолог.
- Юдит Кормош — лингвист.
- Михай фон Ленхосек — историк, ректор.
- Дьёрдь Лукач — философ.
- Ференц Мадл — президент Венгрии в 2000—2005.
- Карл Маннгейм — философ и социолог.
- Дьюла Моравчик — историк и филолог.
- Джон (Янош) фон Нейман — известный математик.
- Виктор Орбан — премьер-министр Венгрии в 1998—2002 и с 2010 года.
- Велько Петрович (1884—1967) — сербский писатель, поэт, историк искусства. Член Сербской академии наук и искусств.
- Карл Поланьи — экономист, социолог.
- Вильмош Прёле — венгерский тюрколог.
- Ласло Салаи — венгерский государственный деятель, историк, юрист, журналист.
- Альберт Сент-Дьёрдьи —  Нобелевская премия по физиологии или медицине 1937 года.
- Янош Сентаготаи — венгерский учёный—анатом и физиолог.
- Иван Стодола — словацкий писатель и драматург.
- Пал Телеки — премьер-министр Венгрии (1939—1941).
- Ференц Томпа — археолог.
- Матиас Фабер (1587—1653) — религиозный писатель, иезуит, католический священник.
- Джон (Янош) Харсаньи —  Нобелевская премия по экономике 1994 года.
- Дьёрдь Хевеши —  Нобелевская премия по химии 1943 года.
- Иштван Хиллер — венгерский политический и государственный деятель.
- Юраний, Лайош — ботаник.
- Пол (Пал) Эрдёш — известный математик.
- Лоранд Этвёш — известный физик.